# Ульяновська вулиця (Ростов-на-Дону)

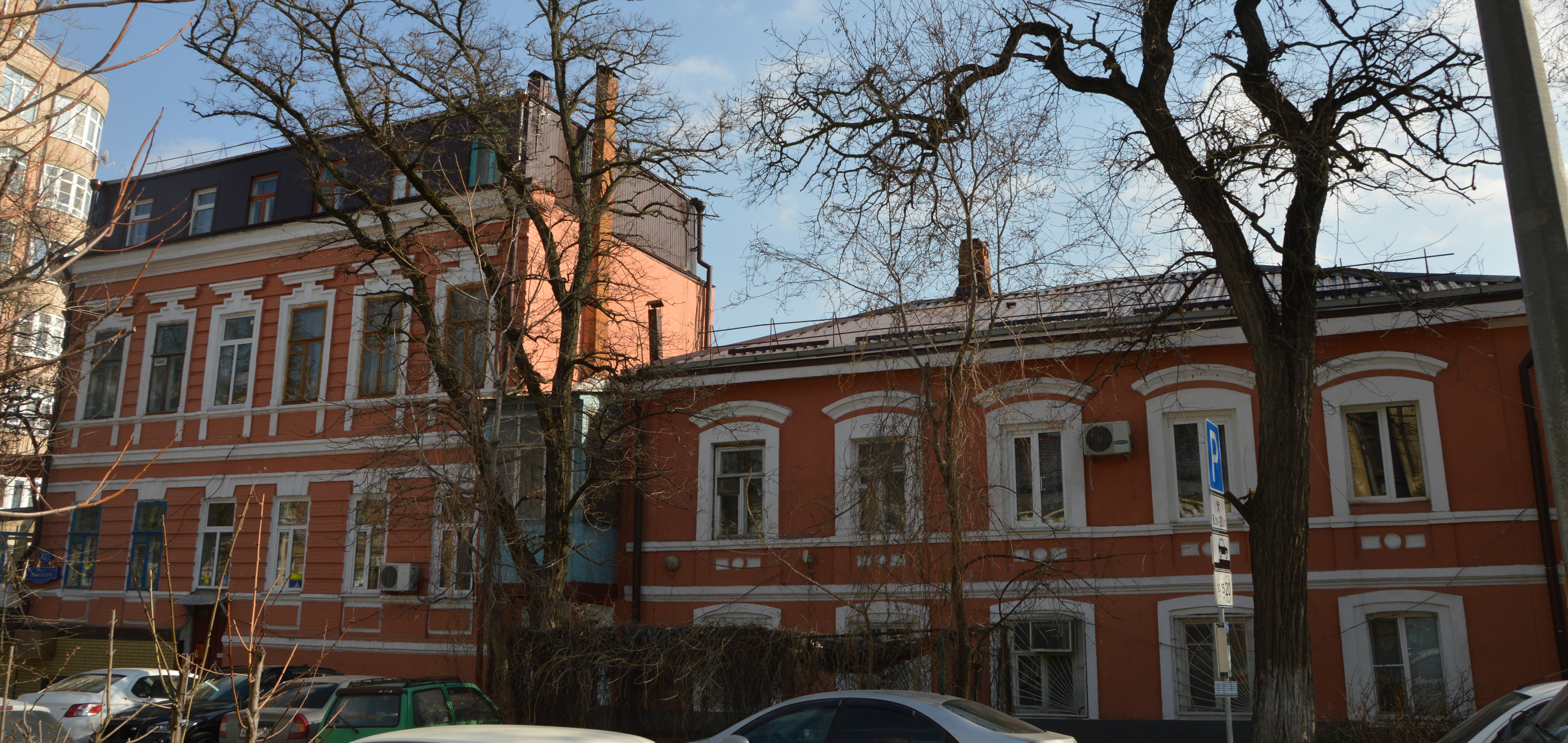
Ульяновська вулиця. Житловий будинок

Ульяновська вулиця (рос. Ульяновская улица)  — вулиця в центрі міста, одна з найстаріших в Ростові-на-Дону.

## Походження назви
У 1811 році по генеральному плану вона виявилася в числі перших шести міських вулиць. Тоді вони всі були безіменні. У 1836 році вулиця отримала назву Канкринской. Через 99 років вона була перейменована в Ульянівську — на згадку про сестру Леніна Анни Ульянової.

## Історія

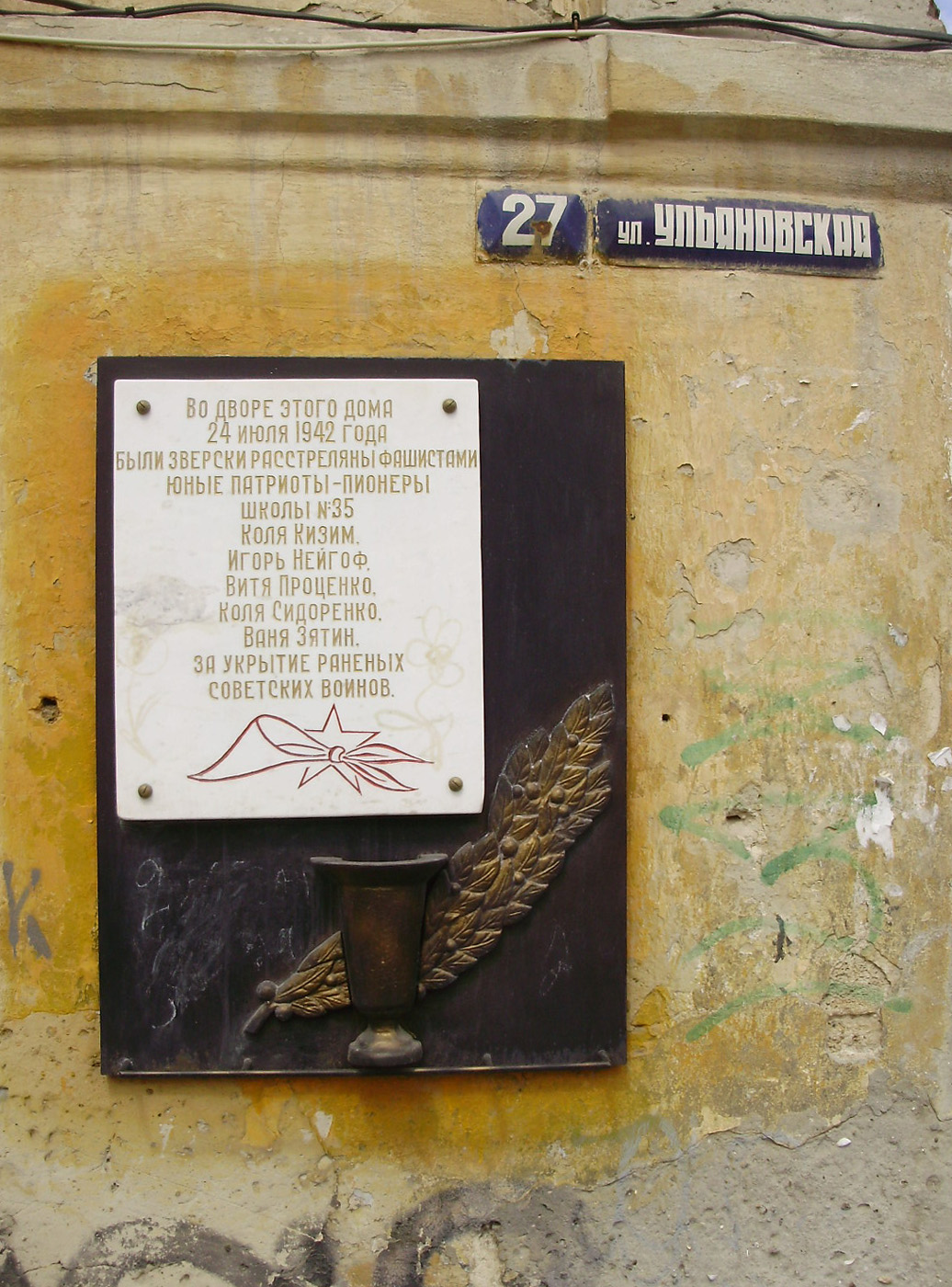
Памятня дошка патріотам-піонерам

Одна з найкоротших вулиць в центрі міста: потрапити на неї можна, звернувши з проспекту Будьонівського (нижче вулиці Баумана) в арку великого будинку. На Ульяновської оригінальні арочні вікна будинків сусідять з гаражами-«черепашками», що створює відчуття перетину світів різних століть. На лівому куті перехрестя Ульяновської і Соборного варто чотириповерховий торговий будинок купця першої гільдії Івана Кошкіна. Він володів першим на півдні Росії проволочно-гвоздильным заводом, торгував будівельними матеріалами, був великим судновласником, а його батько Семен Кошкін фінансував будівництво першого міського водопроводу. Деякі будівлі виходять фасадами на Ульянівської і паралельно йде вулицю Баумана. Зазвичай в таких просторих будівлях розташовувалися дохідні будинки. Повністю збережених таких будинків залишилося небагато.
За провулком Семашко — будинок № 34 (1893-1894 роки). Він належав єврейській родині Геронімус. Сім'я, яка займалася будівництвом, щедро жертвувала гроші на єврейську школу, яку ми побачимо далі, єврейську лікарню, синагогу. На іншій стороні — старообрядницький Покрово-Іллінський собор. Він будувався в 1912-1913 роках за проектом московського архітектора Володимира Покровського. Він же - автор будівлі Військово-історичного музею в Петербурзі. У Ростові архітектору довелося вирішувати важке завдання — розміщувати церква на вузькому обмеженому ділянці, з чим він справився блискуче. Церковне начиння, ікони, стародруки для храму жертвували сім'ї Парамоновых, Соловйових. Храм не був зруйнований за радянських часів, але в 1935 році його закрили. З 1946 року старообрядницька громада поступово відновлювала оздоблення храму. Зараз там проходять служби.
Поруч знаходиться будинок потомственого почесного громадянина Ростова-на-Дону, купця першої гільдії Миколи Паніна. Будівля побудована в 1900-ті роки в стилі модерн. Південно-західний кут будинку увінчаний банею зі шпилем. Після смерті купця будівля перейшла у відання храму, але потім було націоналізовано.
З перехрестя Ульяновської і Газетного (якщо дивитися у бік Дону) видно знаменитий будиночок Врангелів. Висотні будинки вторгаються в історичне середовище, але в кварталі від Газетного до Ворошиловського збереглося і діє будівля єврейської школи. В одному з відреставрованих будинків розташувався готель.
На будинку № 27 встановлена пам'ятна дошка піонерам-патріотам, які приховували радянських воїнів у роки Великої Вітчизняної війни.

Фотогалерея
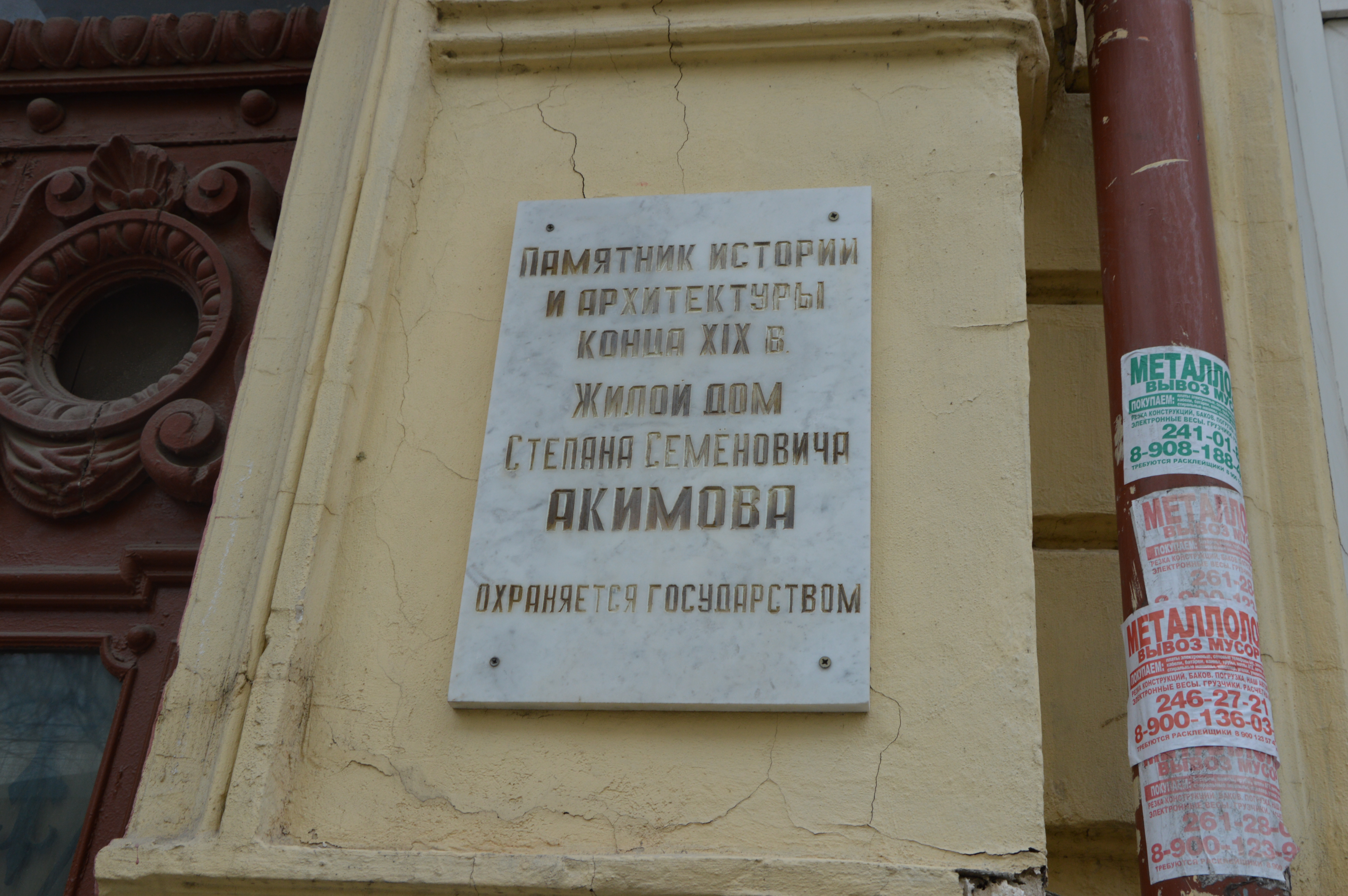
Будинок Степана Акімова
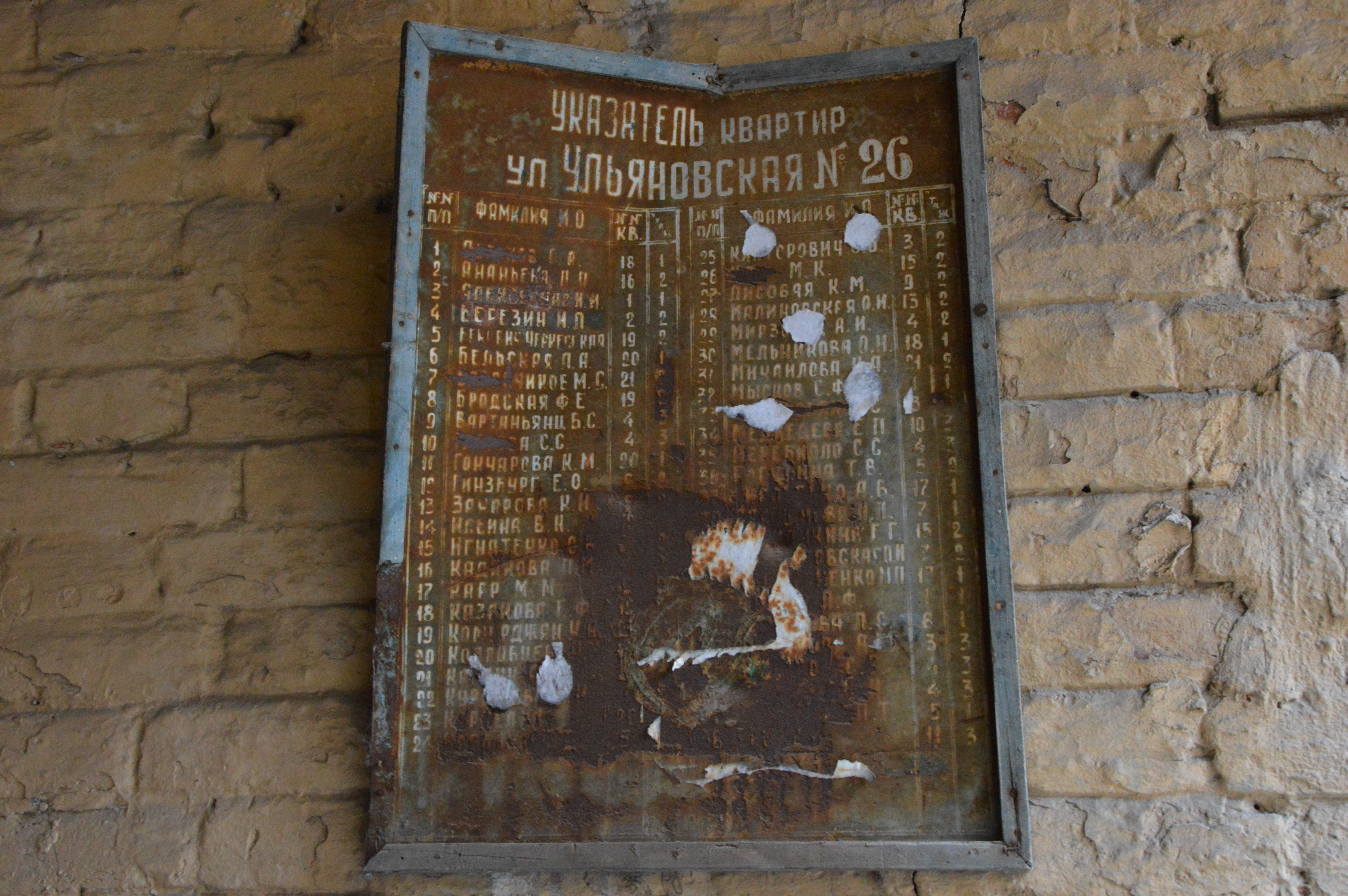
Список мешканців Ульяновської № 26
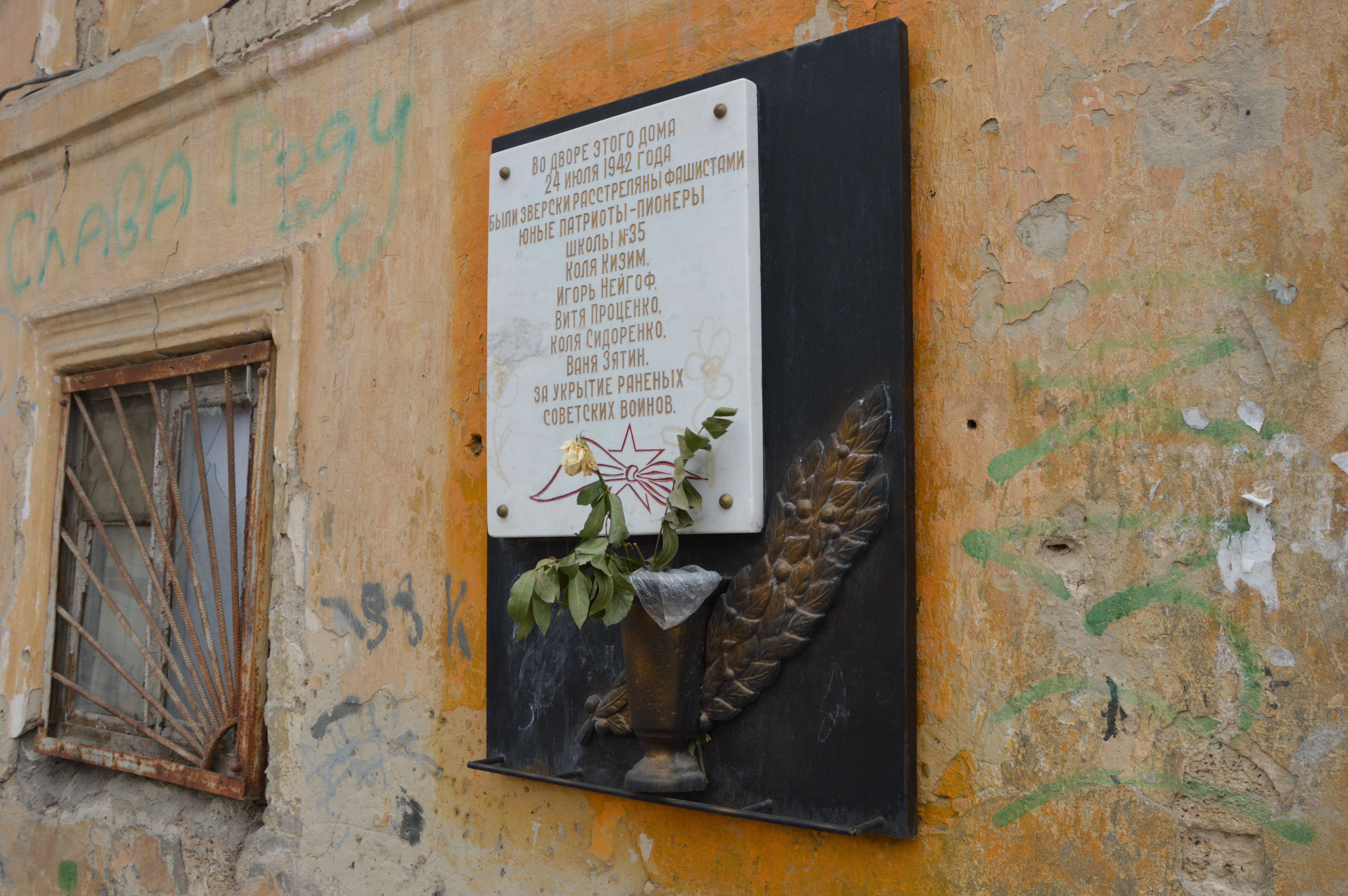
Пам'ять про дітей школи № 35
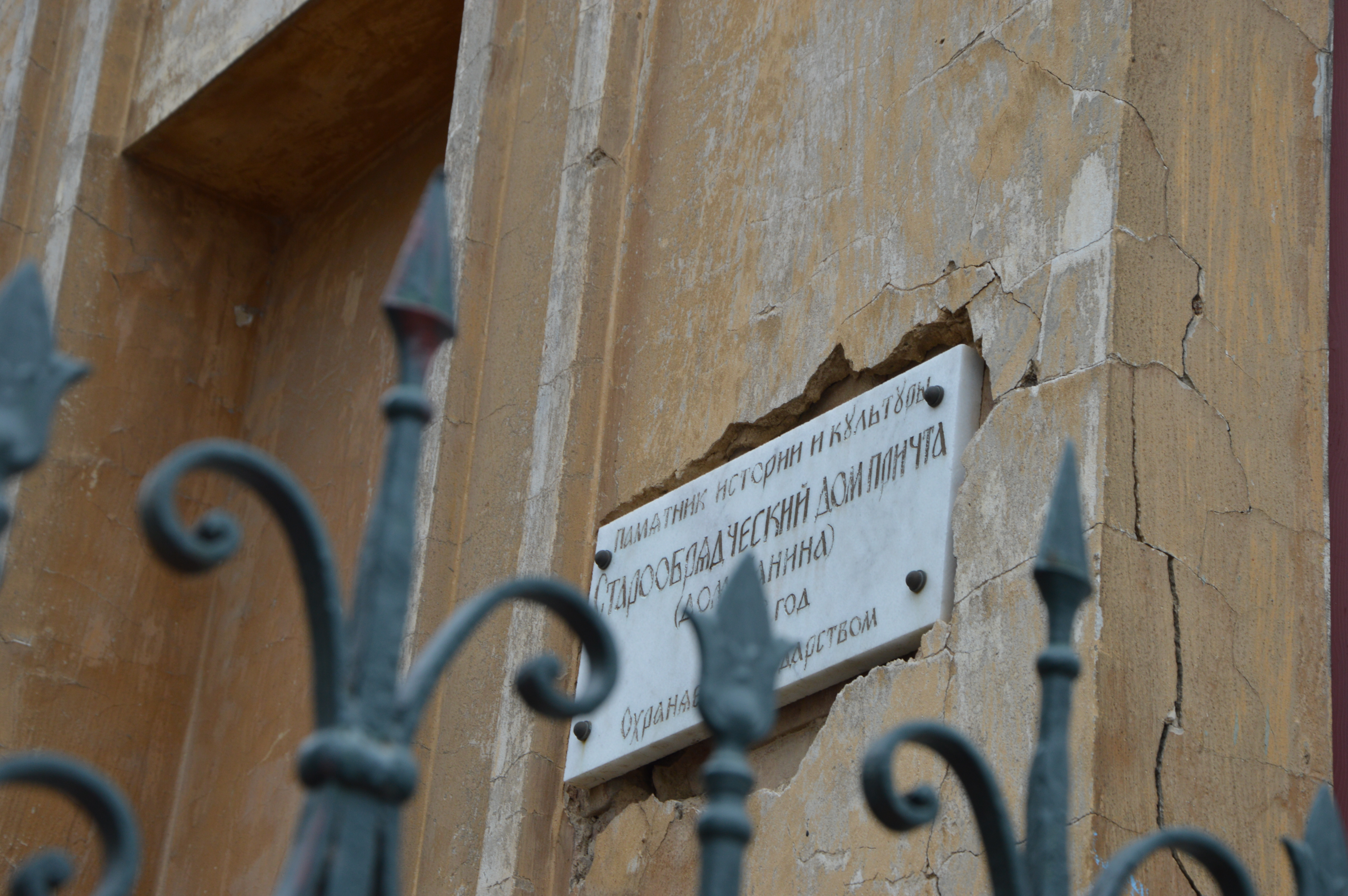
Старообрядницький будинок